# Mesothen aurantiaca
Mesothen aurantiaca là một loài bướm đêm thuộc phân họ Arctiinae, họ Erebidae.